# Cox-Gleichung
Die Cox-Gleichung, benannt nach Edwin R. Cox, beschreibt die Temperaturabhängigkeit des Sättigungsdampfdrucks.

## Die Gleichung
{\displaystyle \ln P=\ln P_{\mathrm {B} }+\left(1-{\frac {T_{\mathrm {B} }}{T}}\right)e^{A+B{\frac {T}{T_{\mathrm {B} }}}+C\left({\frac {T}{T_{\mathrm {B} }}}\right)^{2}}}
mit
- {\displaystyle P_{\mathrm {B} }}: Atmosphärendruck (101,325 kPa, 760 mmHg, 1 atm etc.)
- {\displaystyle T_{\mathrm {B} }}: Normalsiedepunkt in Kelvin
- {\displaystyle T}: Temperatur in Kelvin
- {\displaystyle P}: Sättigungsdampfdruck (Einheit wie {\displaystyle P_{\mathrm {B} }})
- {\displaystyle A}, {\displaystyle B}, {\displaystyle C}: anpassbare Parameter

## Beispielparameter
Die Parameter gelten für den Druck in kPa.
|         | A       | B         | C        | TB [K] |
| ------- | ------- | --------- | -------- | ------ |
| Wasser  | 2,84752 | −0,373817 | 0,115553 | 373,15 |
| Ethanol | 2,88861 | −0,337726 | 0,080293 | 351,45 |
| Benzol  | 2,75247 | −0,548608 | 0,183931 | 353,24 |
| Aceton  | 2,82386 | −0,616847 | 0,216375 | 329,25 |